# David Clarinval
David Clarinval (ur. 10 stycznia 1976 w Dinant) – belgijski i waloński polityk oraz samorządowiec, deputowany, od 2019 minister na szczeblu federalnym, w latach 2019–2020 i od 2022 również wicepremier.

## Życiorys
Uzyskał licencjat z zakresu nauk politycznych na Université catholique de Louvain. Dołączył do francuskojęzycznych liberałów, od 2002 działających pod nazwą Ruch Reformatorski. Pracował we frakcji tej partii w Parlamencie Walońskim. W 2001 objął stanowisko burmistrza miejscowości Bièvre. W 2006 uzyskał mandat radnego prowincji Namur, pełnił funkcję przewodniczącego klubu radnych MR.
W 2007 zasiadł w Izbie Reprezentantów, zastępując w niej Sabine Laruelle. Do niższej izby federalnego parlamentu wybierany następnie w 2010, 2014, 2019 i 2024.
W 2017 objął stanowisko przewodniczącego frakcji poselskiej Ruchu Reformatorskiego. W październiku 2019 dołączył do przejściowego rządu federalnego jako minister budżetu i loterii narodowej, polityki naukowej i służby cywilnej. Zastąpił Sophie Wilmès, którą powołano na urząd premiera. W listopadzie, w związku z odejściem Didiera Reyndersa do Komisji Europejskiej, objął dodatkowo funkcję wicepremiera. Ponownie mianowany na dotychczasowe stanowiska w marcu 2020, gdy Sophie Wilmès utworzyła swój drugi rząd.
W październiku 2020 w nowym gabinecie, na czele którego stanął Alexander De Croo, został ministrem do spraw klasy średniej, samozatrudnionych, małej i średniej przedsiębiorczości, rolnictwa, reform instytucjonalnych i odnowy demokratycznej. W kwietniu 2022 tymczasowo objął funkcję wicepremiera po zawieszeniu wykonywania obowiązków przez Sophie Wilmès, nominację na wicepremiera otrzymał po jej odejściu z rządu w lipcu tegoż roku. W lutym 2025 wszedł w skład kolejnego rządu federalnego kierowanego przez Barta De Wevera; powierzono mu w nim funkcje wicepremiera oraz ministra pracy, gospodarki i rolnictwa.

## Odznaczenia
Odznaczony Orderem Leopolda V klasy.